# Thermocyclops parvus
Thermocyclops parvus är en kräftdjursart som beskrevs av J. W. Reid 1989. Thermocyclops parvus ingår i släktet Thermocyclops och familjen Cyclopidae. Inga underarter finns listade i Catalogue of Life.